# Lista över naturreservat i Jönköpings län
Detta är en lista över naturreservat i Jönköpings län, sorterade efter kommun.

## Aneby kommun
- Björkenäs
- Degla lövskog
- Furulid
- Hyllingen
- Nynäs
- Vållingsön
- Åsens utmark

## Eksjö kommun
- Alversjöskogens naturreservat
- Hackarevikens naturreservat
- Hässleby-Silverån
- Kakelugnsmossens naturreservat
- Klinten
- Kvänsås bokar
- Norrsånna lövskog
- Skurugata naturreservat
- Solgens centrala övärld
- Solgens norra övärld
- Solgens södra övärld
- Stuverydsbäckens naturreservat

## Gislaveds kommun
- Anderstorps Stormosse
- Dravens naturreservat
- Ettö naturreservat
- Fegen (naturreservat, Jönköpings län)
- Isaberg
- Nennesmo
- Sandseboskogen
- Svinhultsåsens naturreservat
- Villstad kyrkby
- Värö naturreservat

## Gnosjö kommun
- Anderstorps Stormosse
- Brokullens naturreservat
- Ettö naturreservat
- Klosjöns naturreservat
- Långelaggens naturreservat
- Marieholmsskogens naturreservat
- Store Mosse nationalpark
- Uppebo naturreservat

## Habo kommun
- Baremosse
- Bredmosseskogens naturreservat
- Domneån
- Dumme mosse
- Fiskebäck
- Gagnån
- Habomossen
- Hornån nedre
- Hornån övre naturreservat
- Haboskogen
- Hökensås naturvårdsområde i Habo kommun
- Hökesån
- Hökesån-Hallebo
- Hökesån Lampen
- Hökesån nedre
- Karstorp vid Gagnån
- Knipån nedre
- Knipån Kivarps naturreservat
- Lufsebäckens naturreservat
- Skämningsfors naturskog
- Stora Kärrs bokskog
- Sveds tallskogs naturreservat

## Jönköpings kommun
- Angerdshestra prästskog
- Bergets naturreservat
- Boerydsbergets naturreservat
- Bondbergets naturreservat
- Bosgårdsbrantens naturreservat
- Bottnaryds urskog
- Brattabergets naturreservat
- Domneåns naturreservat
- Dumme mosses naturreservat
- Erstad kärrs naturreservat
- Eskilstorps ormgranar
- Farbergskärrets naturreservat
- Fåglarödjans naturreservat
- Girabäckens naturreservat
- Gisebobrantens naturreservat
- Huskvarnabergens naturreservat
- Häggeberga och Granbäcks lövskogar
- Högemålsbrantens naturreservat
- Ingaryd
- Jordanstorp
- Junebäckens källor naturreservat
- Kattehålets naturreservat
- Kaxholmens lövskogs naturreservat
- Klevabergens naturreservat
- Klevenbrantens naturreservat
- Komosse
- Komosse södra
- Krakhultabäckens naturreservat
- Källenäs naturreservat
- Lyngemadssjön
- Målabråtens naturreservat
- Nyckelås naturreservat
- Rocksjöns naturreservat
- Rosenlunds bankar
- Råbyskogens naturreservat
- Röjebergets naturreservat
- sandvik-Västanå naturreservat
- Sjöbergens naturreservat
- Skams håls naturreservat
- Slottsbergets naturreservat
- Strömsbergs naturreservat
- Strömsholmsskogens naturreservat
- Säbybrantens naturreservat
- Tabergs naturreservat
- Uvabergets naturskog och Ramlaklint
- Uvaberget Tenhult
- Vista kulle
- Vretaholms eklandskap
- Västanå naturreservat

## Mullsjö kommun
- Baremosse
- Nyckelås
- Ryfors gammelskog
- Sundsereds naturreservat

## Nässjö kommun
- Barkerydssjöns naturreservat
- Bäckafalls naturreservat
- Eketorp
- Fallamosse östra naturreservat
- Knutstorps naturvårdsområde
- Lövhults naturreservat
- Svartåmadens naturreservat
- Vikskvarns naturreservat

## Sävsjö kommun
- Brunnsekärret
- Brunnstorpsmossen
- Hatten
- Kråketorpsskogen
- Rönnbergen
- Västermarken

## Tranås kommun
- Ekbergsparken
- Holavedens urskog
- Huluskogen
- Illernområdet
- Romanäs
- Rubban
- Stänkelstorp
- Älmås askskog

## Vaggeryds kommun
- Brokullens naturreservat
- Gärahovs storäng
- Hattens naturreservat
- Lilla Kungsbackens naturreservat
- Lyngemadssjön
- Långö mosse och Svanasjöns naturreservat även i Gnosjö kommu
- Mässebergs naturreservat
- Stensjökvarnsskogens naturreservat
- Tjurhults mosses naturreservat
- Östermoskogens naturreservat

## Vetlanda kommun
- Bockaström
- Djupaskuran-Lillån
- Drags udde
- Flisbrons naturreservat
- Färgsjömon
- Harghults kalkbarrskog
- Harshult
- Helvetets håla
- Holsbybrunns åsbarrskogs naturreservat
- Huvabackens naturreservat
- Hällarydskogen
- Höghult
- Höghult södra
- Illharjen
- Karlstorps tallskog
- Kråketorpsskogen
- Kulla
- Kvillsforsskogens naturreservat
- Linneåns mader
- Lixerumskogen
- Nävelsjön
- Oxhagsberget
- Runneryds bokar
- Sandbro naturreservat
- Stolpaberg
- Stora och Lilla Fly
- Stora Illharjen
- Sundsängen
- Svarta hål
- Sällevadsåns dalgång
- Tjusthult
- Vedermödans naturreservat
- Vintermossen

## Värnamo kommun
- Bodabergs naturreservat
- Bokedungen
- Brunnstorps naturreservat
- Dravens naturreservat
- Färjansö naturreservat
- Gåeryds rasbranter
- Högakulls naturreservat
- Kroppsjöns naturreservat
- Labbramsängens naturreservat
- Lundsbo bokskog
- Moens naturskog
- Rusarebo naturreservat
- Rödjans naturreservat
- Skilsnäs naturreservat (Jönköpings län)
- Slättö sands naturreservat
- Stora Grönlids naturreservat
- Södrabo bokskog
- Vinsta
- Åminne naturreservat
- Åråns naturreservat